# 3 de junio
El 3 de junio es el 154.º (centésimo quincuagésimo cuarto) día del año en el calendario gregoriano y el 155.º en los años bisiestos. Quedan 211 días para finalizar el año.

## Acontecimientos
- 350: el usurpador romano Nepotiano, de la dinastía Constantiniana, se proclama emperador romano, entrando en Roma al frente de un grupo de gladiadores.
- 713: en Tracia, el emperador bizantino Filípico es cegado, depuesto y enviado al exilio por conspiradores del ejército de Opsicio. Le sucede Anastasio II, que inicia la reorganización del ejército bizantino.
- 1098: en la actual Turquía ―durante la Primera Cruzada―, los cruzados católicos europeos toman Antioquía después de un asedio de cinco meses, y arrasan con su población civil musulmana.
- 1140: el religioso y erudito francés Pedro Abelardo es declarado culpable de herejía.
- 1326: en Nóvgorod (Rusia) se firma el Tratado de Nóvgorod, que define la frontera entre Rusia y Noruega en Finnmark.
- 1539: Hernando de Soto reclama la región de Florida para España.
- 1602: 39 km al sur de Lisboa (Portugal), una fuerza naval británica derrota a una flota de galeras españolas y captura una gran carraca portuguesa en la batalla de la bahía de Sesimbra.[1]
- 1608: en Tadoussac, 215 km al noreste de Quebec (Canadá), Samuel de Champlain completa su tercer viaje a Nueva Francia y comienza a erigir fortificaciones.
- 1621: los Países Bajos fundan la Compañía Neerlandesa de las Indias Occidentales.
- 1654: en Reims (Francia) es coronado Luis XIV.
- 1658: en Roma, el papa Alejandro VII nombra «vicario apostólico» a Francisco de Laval en Nueva Francia (actual Canadá).
- 1665: frente a la costa de Lowestoft, 231 km al noreste de Londres, James Stuart (el duque de York, que más tarde se convertiría en el rey Jacobo II de Inglaterra), derrota a la flota neerlandesa.
- 1749: en la Ciudad de Panamá, el obispo panameño Francisco Javier de Luna Victoria (1695-1777) dona 6000 pesos para impulsar la fundación de la Universidad de San Francisco Javier.
- 1763: en virtud del tratado de París, los británicos vuelven a ocupar la isla de Menorca.
- 1765: en la actual Guatemala, el primer asentamiento de la ciudad de Chiquimula es destruido por un violento huracán y varios temblores de tierra, conocidos como Terremotos de la Santísima Trinidad, que provocan deslaves e inundaciones.[2]
- 1769: en Oceanía, el navegante británico James Cook arriba a Tahití.
- 1769: en España, el astrónomo Vicente Tofiño, realiza la observación del paso de Venus entre la Tierra y el Sol.
- 1781: en el marco de la guerra de independencia de EE. UU., Jack Jouett (26) comienza su viaje de medianoche para advertir a Thomas Jefferson (38) y a la legislatura de Virginia de una inminente incursión británica.
- 1821: en Etiopía, Gigar Iyasu sucede a Iyoas II Hezqeyas como emperador de Etiopía.
- 1821: Juan VI de Portugal retorna a su patria tras su exilio en Brasil.
- 1825: en la provincia de Corrientes (Argentina) se funda la ciudad de Bella Vista.
- 1839: en Humen (China), Lin Zexu destruye 1,2 millones de kilogramos de opio confiscados a comerciantes británicos, lo que proporciona al Imperio británico un casus belli para iniciar las hostilidades, lo que da como resultado la primera guerra del Opio.
- 1844: se mata el último par de grandes alcas.
- 1845: en Madrid (España) se inaugura el Café Suizo.
- 1847: llega a la isla de Cuba el primer cargamento de culíes chinos, en régimen de semiesclavitud.
- 1861: en el condado de Barbour (Virginia Occidental) ―en el marco de la guerra civil estadounidense (1861-1865)― las fuerzas de la Unión derrotan a las tropas confederadas en la batalla de Filipos.
- 1862: el Gobierno de Estados Unidos reconoce la República de Liberia.
- 1863: en Filipinas un terremoto derriba la catedral de Manila y perecen en el siniestro los miembros del Cabildo.
- 1864: en el condado de Hanover (Virginia) las fuerzas de la Unión atacan y derrotan a las tropas confederadas en la batalla de Cold Harbor.
- 1866: en la provincia de Ontario, los fenianos son expulsados de Fort Erie, de regreso a los Estados Unidos.
- 1875: en Alemania el astrónomo Christian Heinrich Friedrich Peters (1813-1890) descubre el asteroide Adeona.
- 1885: en el último enfrentamiento militar librado en suelo canadiense, el líder cree, Big Bear, escapa de la Policía Montada del Noroeste.
- 1887: en La Plata, capital de la provincia de Buenos Aires (Argentina) se funda el Club de Gimnasia y Esgrima La Plata.
- 1889: en el estado de Oregón se completa la primera línea de transmisión de energía eléctrica de larga distancia en los Estados Unidos, entre un generador en Willamette Falls y el centro de Portland (23 km de distancia).
- 1892: en la ciudad de Liverpool se funda el equipo Liverpool Football Club
- 1899: España y los Estados Unidos reanudan sus relaciones diplomáticas tras la pérdida de las últimas colonias españolas.
- 1902: en Alto Loira (Francia), a las 14:00 un tornado arrasa la localidad de Javaugues. Aunque la huella de destrucción fue de solo 7 km, tuvo una anchura de 3 km, que lo hace el tornado más ancho de la Historia de Europa.
- 1904: en la playa de Cádiz, un obrero halla los duros antiguos.
- 1905: en París, el rey Alfonso XIII sale ileso de un atentado.
- 1908: en Madrid, Alfonso XIII recibe en audiencia al nuevo embajador de Nicaragua, el poeta Rubén Darío.
- 1909: en Londres, el Congreso de Química Aplicada debate la protección de las patentes.
- 1916: en Washington (Estados Unidos) se promulga la Ley de Defensa Nacional, que aumenta el tamaño de la Guardia Nacional en 450 000 hombres.
- 1919: en Santiago del Estero (Argentina) se funda el Club Atlético Central Córdoba.
- 1929: en Lima (Perú) se firma el tratado de Lima entre Perú y Chile
- 1931: en Ayerbe (España), el gobierno declara monumento histórico-artístico al Palacio de los Marqueses de Ayerbe.
- 1935: en Vancouver (Canadá), mil trabajadores desempleados abordan vagones de carga y comienzan una marcha de protesta hacia Ottawa.
- 1937: en Monts, 255 km al suroeste de París, el duque de Windsor (exrey Eduardo VIII del Reino Unido) se casa con Wallis Simpson.
- 1940: en el marco de la Segunda Guerra Mundial (1939-1945), la Luftwaffe bombardea París.
- 1940: en el marco de la Segunda Guerra Mundial, la batalla de Dunkerque termina con una victoria táctica para Alemania obligando a los aliados a retirarse, en la llamada Operación Dinamo.
- 1940: Franz Rademacher propone planes para hacer de la isla africana de Madagascar la «patria judía», una idea que había sido considerada por primera vez por el periodista Theodor Herzl (1860-1904).
- 1941: en el marco de la Segunda Guerra Mundial la Wehrmacht arrasa el pueblo de Kandanos, y asesina a 180 de sus habitantes  (Destrucción de Kandanos).
- 1942: en el marco de la Segunda Guerra Mundial, Japón comienza la campaña de las islas Aleutianas bombardeando la isla de Unalaska.
- 1943: en Los Ángeles (estado de California), marineros e infantes de marina de los Estados Unidos atacan a jóvenes latinoamericanos en los disturbios de Zoot Suit, que duraron cinco días.
- 1948: en San Diego (California) se inaugura el telescopio Hale del observatorio Palomar.
- 1950: en Nepal, Maurice Herzog y Louis Lachenal, de la expedición francesa al monte Annapurna, se convierten en los primeros escaladores en alcanzar la cima de un pico de 8000 metros.[3]
- 1959: el Real Madrid consigue la 04ª Copa de Europa de forma consecutiva frente al Stade Reims por 2-0 en el Neckarstadion, Stuttgart (Actual Mercedes Benz Arena) con goles de Enrique Mateos (1´) y Alfredo Di Stéfano (47´).
- 1962: en el aeropuerto de Orly (París), el vuelo 007 de Air France se sale de la pista y explota cuando la tripulación intenta abortar el despegue. Mueren 130 personas.
- 1962: en Arica (Chile) ―en la Copa Mundial de la FIFA― se anota el primer gol olímpico en un mundial. Lo anota el colombiano Marcos Coll.
- 1963: en Ciudad del Vaticano fallece el papa Juan XXIII.
- 1963: en Huế (Vietnam del Sur), soldados del ejército ―entrenados por Estados Unidos― atacan con productos químicos líquidos procedentes de granadas de gas lacrimógeno a budistas que protestaban, lo que provocó la hospitalización de 67 personas por ampollas en la piel y enfermedades respiratorias.
- 1965: en órbita alrededor de la Tierra, el astronauta Ed White, de la misión Gémini 4, es el primer estadounidense que realiza un paseo espacial (con una duración de 20 minutos). El primer ser humano fue el soviético Alekséi Leónov, el 18 de marzo de 1965.
- 1966: en la República Popular China, el líder Mao Zedong comienza la «Revolución cultural china».
- 1969: frente a la costa de Vietnam del Sur, el portaaviones australiano HMAS Melbourne (R21) corta por la mitad al destructor de la Armada estadounidense USS Frank E. Evans; resultando en 74 muertes.
- 1972: en Stuttgart (Alemania), desciende por primera vez en su historia el Borussia Dortmund.
- 1973: cerca de Goussainville ―33 km al noreste de París (Francia)― se estrella un avión soviético Túpolev Tu-144. Mueren 14 personas. Es el primer accidente de un avión de pasajeros supersónico.
- 1978: Creación de la (UEI) Unidad Especial de Intervención de la Guardia Civil.
- 1979: 102 km al norte de la costa de estado de Tabasco (México) una explosión en el pozo petrolero Ixtoc I provoca que se derramen en las aguas del golfo de México al menos 3 millones de barriles (480 000 m³) de petróleo. Es el segundo peor derrame accidental de petróleo jamás registrado.
- 1979: en Las Palmas (Canarias) se inaugura el I Congreso Internacional de Escritores de Lengua Española.
- 1979: en México, se emite por primera vez el programa de televisión deportivo Acción, a través del Canal 2 de la empresa Televisa.
- 1980: en Estados Unidos, un fallo técnico dispara una importante alerta de guerra termonuclear (Incidente del Chip Defectuoso).
- 1980: en la Estatua de la Libertad se detona un artefacto explosivo. El FBI sospecha de nacionalistas croatas.
- 1980: el brote de tornado de Grand Island de 1980 azota Nebraska, causando cinco muertes y daños por valor de 300 millones de dólares (equivalentes a 1109 millones de dólares en 2023).
- 1981: en Francia se le concede el Premio Internacional de Literatura Policíaca a Manuel Vázquez Montalbán.
- 1982: en una calle de Londres, el embajador de Israel en el Reino Unido, Shlomo Argov, recibe un disparo. Sobrevive pero queda paralizado.
- 1984: en la ciudad de Amritsar, 479 km al noroeste de Nueva Delhi (India), el Gobierno de la primera ministra Indira Gandhi lanza la operación Estrella Azul, una ofensiva militar contra el Templo Dorado, el santuario más sagrado para los miembros de la religión sij. La operación continúa hasta el 6 de junio, con un saldo de más de 5000 víctimas, la mayoría civiles. Apenas unos meses después de la operación, el 31 de octubre de 1984, Indira Gandhi fue asesinada por sus dos guardaespaldas sijes en un acto de venganza.
- 1989: el gobierno de China envía tropas para expulsar a los manifestantes de la plaza de Tiananmen después de siete semanas de ocupación.
- 1991: el Monte Unzen entra en erupción en Kyūshū, Japón, matando a 43 personas, todos ellos investigadores o periodistas.
- 1992: los derechos territoriales de los aborígenes australianos se reconocen en la demanda Mabo contra Queensland (n.º 2, un caso presentado por Eddie Mabo (1936-1992), isleño del estrecho de Torres, que condujo a que la Ley de Títulos Nativos de 1993 anulara la antigua afirmación colonial de la terra nullius.
- 1994: el Ejército de los Estados Unidos evacua el canal de Panamá, 83 años después de establecerse en él, en conformidad con las previsiones de los acuerdos Torrijos-Carter.
- 1998: en el pueblo de Eschede, 288 km al oeste de Berlín (Alemania) un tren de alta velocidad descarrila tras sufrir un fallo mecánico (accidente ferroviario de Eschede). Mueren 101 personas y más de 100 quedan heridas.
- 1999: el español Javier Solana, hasta entonces secretario general de la OTAN, es designado primer representante de la Política Exterior y de Seguridad Común de la Unión Europea.
- 2003: en Chinchilla (España) sucede el Accidente ferroviario de Chinchilla, que acaba con la vida de 19 personas.
- 2006: en Montenegro, el Parlamento declara su independencia y se separa de Serbia tras aprobarse en el plebiscito montenegrino de 2006.
- 2008: en Medellín (Colombia) culmina el 38.º Período Ordinario de la Asamblea General de la OEA.
- 2012: en un barrio residencial de la ciudad de Lagos (Nigeria) se estrella un avión que transportaba a 153 personas a bordo. Mueren todos los que iban a bordo y seis personas en tierra.
- 2012: en el río Támesis se lleva a cabo el certamen del Jubileo de Diamante de Isabel II.
- 2013: en Fort Meade (estado de Maryland) comienza el juicio del soldado Chelsea Manning por filtrar material clasificado a WikiLeaks.
- 2013: en una granja avícola en la provincia de Jilin, en el noreste de China, al menos 119 personas mueren en un incendio.
- 2014: en Nueva York (Estados Unidos), la ONG estadounidense Human Rights Watch afirma oficialmente que no expulsará de su junta directiva a Javier Solana (exsecretario general de la OTAN) ni a otros de sus más altos directivos que tienen relación directa con el gobierno de Estados Unidos y con la CIA (Agencia Central de Inteligencia).[4]
- 2015: en Acra (Ghana) explota una gasolinera. Mueren más de 200 personas.
- 2015: en Argentina, se realiza por primera vez el Ni Una Menos, una marcha multitudinaria contra los femicidios, extendiéndose luego a Latinoamérica y otros países, convirtiéndose en un movimiento social y un lema contra la violencia hacia las mujeres y diversidades sexogenéricas.
- 2017: en Londres se produce un atentado yihadista, dejando un total de 11 muertos y 48 heridos (atentados de Londres de junio de 2017).
- 2017: en Cardiff (Reino Unido)  el Real Madrid gana su duodécima Liga de Campeones de la UEFA contra la Juventus de Turín 4-1
- 2018: 55 km al suroeste de la Ciudad de Guatemala, la erupción del Volcán de Fuego causa más de 100 muertos, 200 desaparecidos, 600 heridos y cerca de dos millones de habitantes afectados. Dos días más tarde se producirá otra explosión.
- 2019: en Jartum (Sudán), a orillas de río Nilo, las fuerzas de seguridad acompañadas por paramilitares yanyauid abren fuego contra una sentada de protesta y asesinan a más de 100 personas (masacre de Jartum).

## Nacimientos
- 20 a. C.: Sejano, político y militar romano (f. 31 d. C.).
- 1139: Conón de Naso, abad basilio (f. 1236).
- 1421: Juan de Cosme de Médici, banquero, humanista, artista y mecenas italiano (f. 1463).
- 1454: Bogislao X el Grande, aristócrata («duque») de Pomerania entre 1474 y 1523 (f. 1523).
- 1537: Juan Manuel, aristócrata («príncipe») portugués (f. 1554).

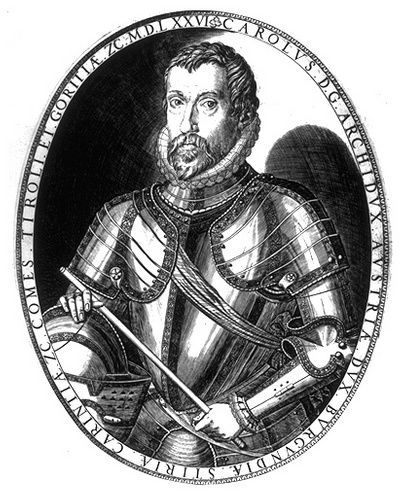
Carlos II de Estiria.

- 1540: Carlos II de Estiria, aristócrata («archiduque») austríaco (f. 1590).
- 1554: Pedro de Médici, aristócrata italiano (f. 1604).
- 1576: Giovanni Diodati, ministro, teólogo y académico suizo-italiano (f. 1649).
- 1594: César de Vendôme, aristócrata («duque de Vendôme») francés (f. 1665).
- 1579: Jens Munk, navegante y explorador noruego-danés (f. 1628).
- 1603: Pietro Paolini, pintor italiano (f. 1681).

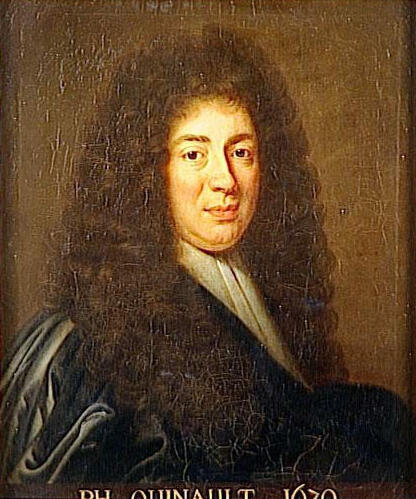
Philippe Quinault.

- 1635: Philippe Quinault, dramaturgo, poeta y compositor francés (f. 1688).
- 1636: John Hale, ministro estadounidense (f. 1700).
- 1659: David Gregory, matemático y astrónomo británico-escocés (f. 1708).
- 1662: Willem van Mieris, pintor neerlandés (f. 1747).
- 1723: Giovanni Antonio Scopoli, médico, geólogo, botánico y naturalista italoaustríaco (f. 1788).
- 1726: James Hutton, geólogo y médico británico-escocés (f. 1797).
- 1736: Ignaz Fränzl, violinista y compositor alemán (f. 1811).
- 1743: José Fernando de Abascal, militar español (f. 1827).
- 1770: Manuel Belgrano, político, abogado, economista, ensayista y militar argentino (f. 1820).
- 1791: Juan Francisco Giró, presidente uruguayo (f. 1863).

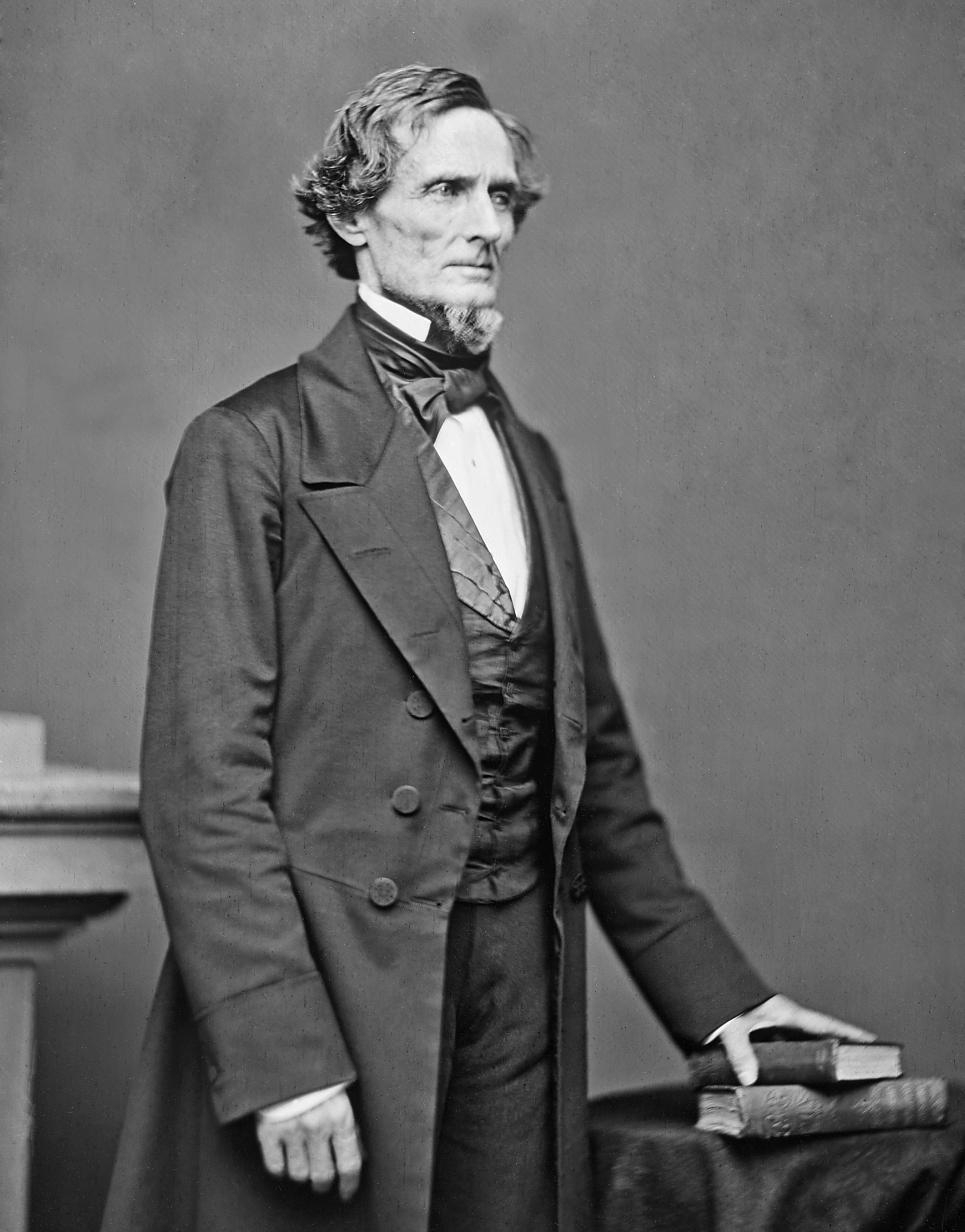
Jefferson Davis.

- 1808: Jefferson Davis, coronel y político esclavista estadounidense, presidente de los Estados Confederados de América entre 1861 y 1865 (f. 1889).
- 1818: Louis Faidherbe, general y político francés (f. 1889), gobernador de Senegal.
- 1819: Anton Anderledy, líder religioso suizo, 23.º superior general de la Compañía de Jesús (f. 1892).
- 1819: Johan Jongkind, pintor impresionista neerlandés (f. 1891).
- 1819: Magdalene Thoresen, escritora danesa (f. 1903).
- 1828: José Inzenga, compositor español (f. 1891).
- 1832: Charles Lecocq, pianista y compositor francés (f. 1918).

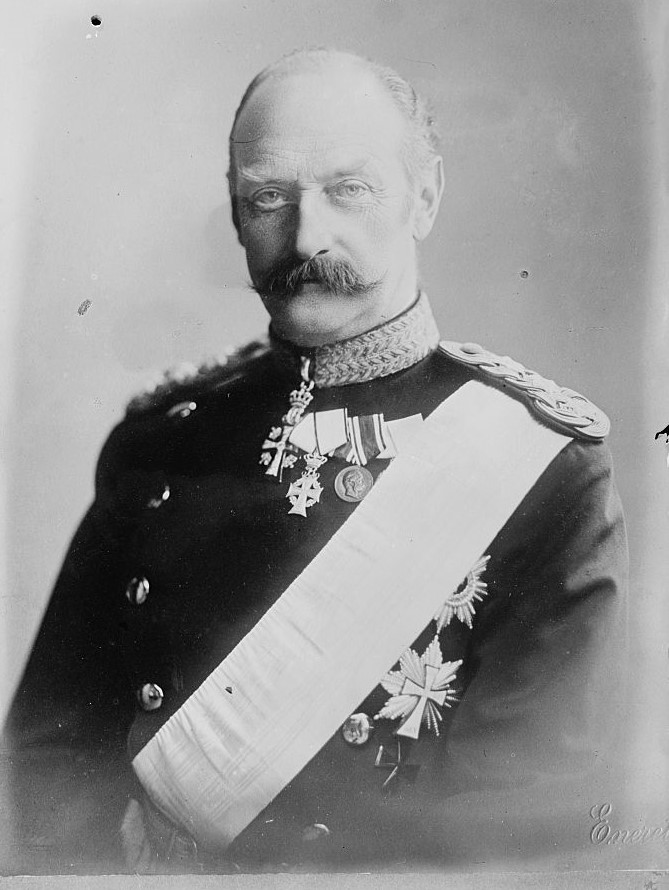
Federico VIII.

- 1843: Federico VIII, aristócrata («rey») danés (f. 1912).
- 1844: Garret Hobart, abogado y político estadounidense, 24.º vicepresidente de Estados Unidos (f. 1899).
- 1844: Detlev von Liliencron, poeta y escritor alemán (f. 1909).
- 1852: Theodore Robinson, pintor y académico estadounidense (f. 1896).
- 1852: Ignacio Terán, abogado, diplomático e historiador boliviano (f. 1926).
- 1853: Isaac Garza Garza, empresario e industrial mexicano (f. 1933).
- 1853: Flinders Petrie, arqueólogo, egiptólogo y académico británico-inglés (f. 1942).

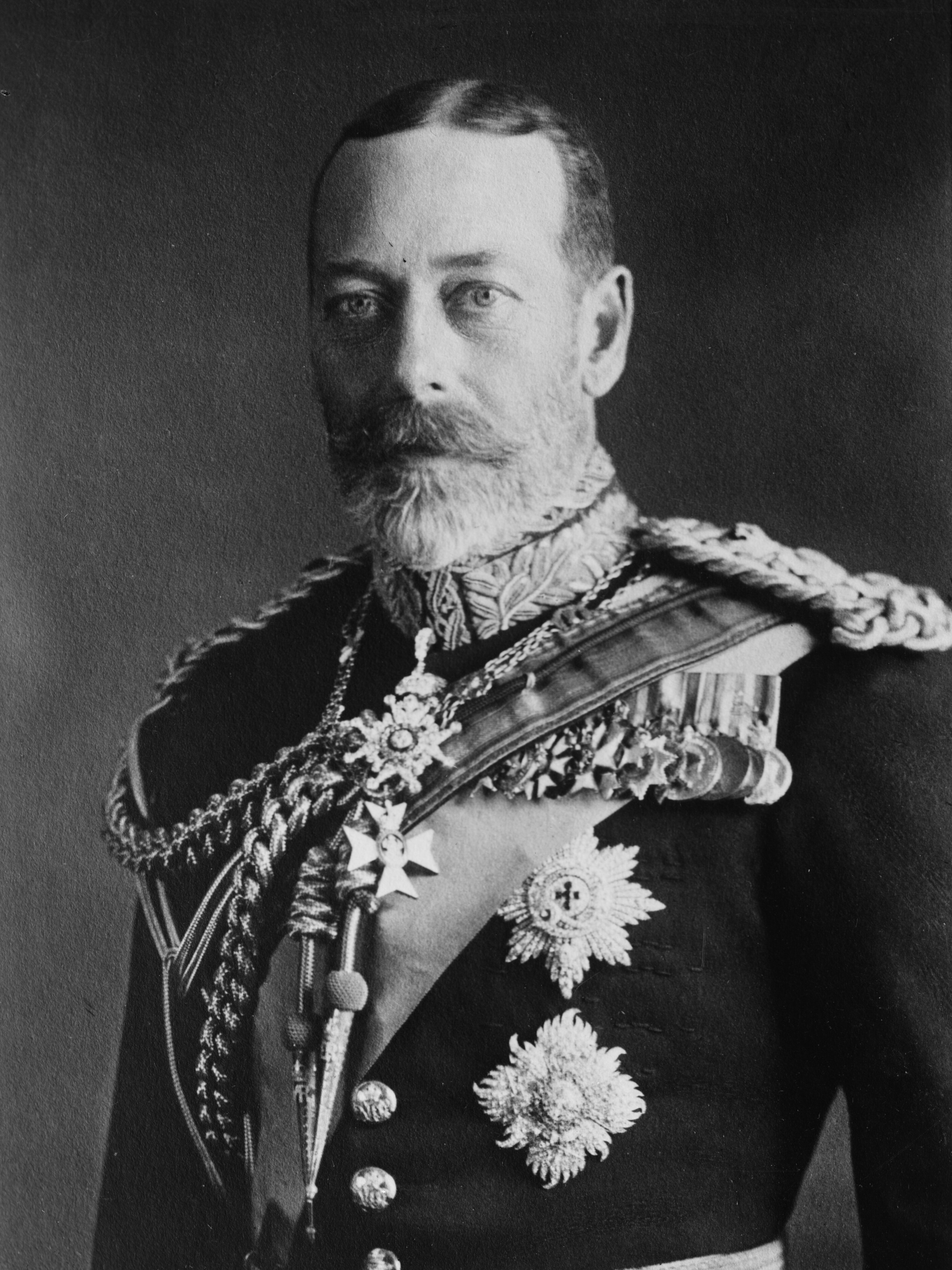
Jorge V.

- 1864: Otto Erich Hartleben, poeta y dramaturgo alemán (f. 1905).
- 1864: Ransom E. Olds, empresario estadounidense, funda Oldsmobile y REO Motor Car Company (f. 1950).
- 1865: Jorge V, aristócrata y político británico-inglés, rey entre 1910 y 1936 (f. 1936).

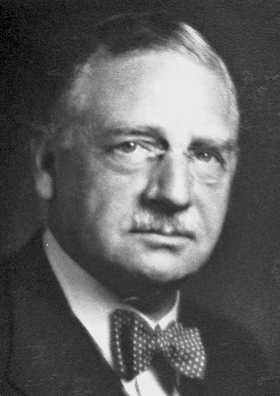
Otto Loewi.

- 1866: George Howells Broadhurst, director y directivo británico-inglés expatriado en Estados Unidos (f. 1952).
- 1873: Otto Loewi, farmacólogo, fisiólogo y psicobiólogo germano-estadounidense, premio nobel de medicina en 1936 (f. 1961).
- 1876: Ramón Cabanillas, escritor español en lengua gallega (f. 1876).
- 1877: Raúl Dufý, pintor, ilustrador, artista gráfico y diseñador textil francés (f. 1953).
- 1879: Alla Nazimova, actriz, productora y guionista ucraniana-estadounidense (f. 1945).
- 1879: Raymond Pearl, biólogo y botánico estadounidense (f. 1940).
- 1879: Vivian Woodward, futbolista y militar británico-inglés (f. 1954).
- 1881: Mijaíl Lariónov, pintor, escenógrafo, ilustrador y diseñador soviético-ruso (f. 1964).
- 1888: André Rigal, escultor francés (f. ¿?).
- 1890: Pintor Baburao, actor, director, productor y guionista indio (f. 1954).

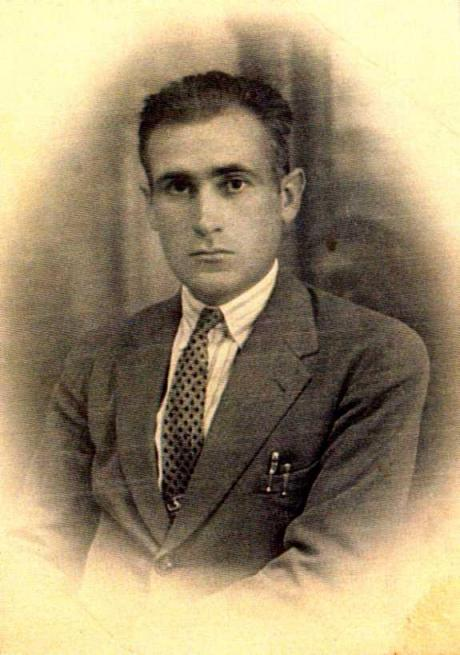
Isaac Puente.

- 1896: Isaac Puente, médico español y teórico del anarquismo (f. 1936).
- 1897: Memphis Minnie, cantautora estadounidense (f. 1973).
- 1898: Rosa Chacel, escritora española (f. 1994).
- 1899: Georg von Békésy, biofísico y académico húngaro expatriado en Estados Unidos, premio nobel de medicina en 1961 (f. 1972).
- 1900: Adelaide Ames, astrónoma y académica estadounidense (f. 1932).
- 1900: Leo Picard, geólogo y académico germano-israelí (f. 1997).
- 1901: Maurice Evans, actor británico-inglés (f. 1989).
- 1901: José Lins do Rego, escritor y periodista brasileño (f. 1957).
- 1901: Zhang Xueliang, general y caudillo chino (f. 2001).
- 1903: Eddie Acuff, actor estadounidense (f. 1956).
- 1903: Pedro García de la Huerta Matte, político chileno (f. 1994).

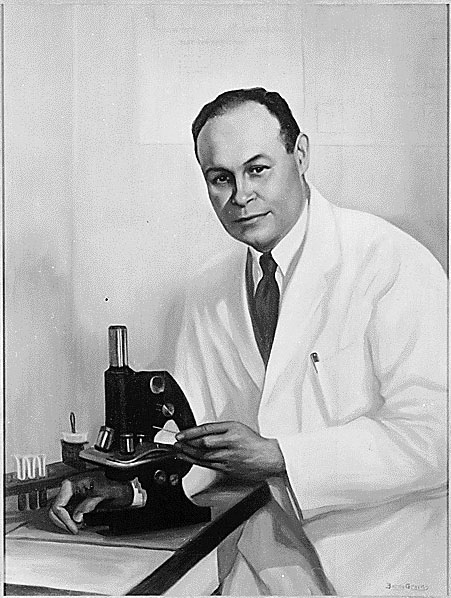
Charles R. Drew.

- 1904: Charles R. Drew, médico y cirujano estadounidense (f. 1950).
- 1904: Jan Peerce, tenor y actor estadounidense (f. 1984).
- 1905: Martin Gottfried Weiss, oficial alemán de las SS nazis (f. 1946).
- 1906: R. G. D. Allen, economista, matemático y estadístico británico-inglés (f. 1983).
- 1906: Josephine Baker, actriz, cantante y bailarina francesa; operativo de la Resistencia francesa (f. 1975).
- 1906: Walter Robins, jugador de críquet y futbolista británico-inglés (f. 1968).
- 1907: Paul Rotha, cineasta y productor británico-inglés (f. 1984).
- 1909: Ernst vom Rath, diplomático alemán (f. 1938).
- 1910: Paulette Goddard, actriz y modelo estadounidense (f. 1990).
- 1910: Wilfred Thesiger, explorador y escritor británico (f. 2003).
- 1911: Ellen Corby, actriz y guionista estadounidense (f. 1999).
- 1913: Pedro Mir, poeta nacional y escritor dominicano (f. 2000).
- 1914: Ignacio Ponseti, médico y ortopedista español (f. 2009).
- 1916: Aldo Zeoli, militar e ingeniero astronáutico argentino (f. 2003).
- 1917: Leo Gorcey, actor estadounidense (f. 1969).
- 1918: Patrick Cargill, actor y productor británico-inglés (f. 1996).
- 1918: Lili St. Cyr, bailarina de burlesco y estríper estadounidense (f. 1999).
- 1921: Forbes Carlile, pentatleta y entrenador australiano (f. 2016).
- 1922: Alain Resnais, cineasta, director de fotografía y guionista francés (f. 2014).
- 1923: Colleen Dewhurst, actriz canadiense-estadounidense (f. 1991).
- 1924: Karunanidhi, guionista y político indio, 3.º ministro principal de Tamil Nadu (f. 2018).
- 1924: Olga Lamas, cantante de tangos, de repertorio humorístico (f. 1988).
- 1924: Jimmy Rogers, cantante y guitarrista estadounidense de blues (f. 1997).
- 1924: Igor Shafarevich, matemático y teórico ruso (f. 2017).
- 1924: Torsten Wiesel, investigador sueco, premio nobel de medicina y fisiología en 1981 (f. 1997).

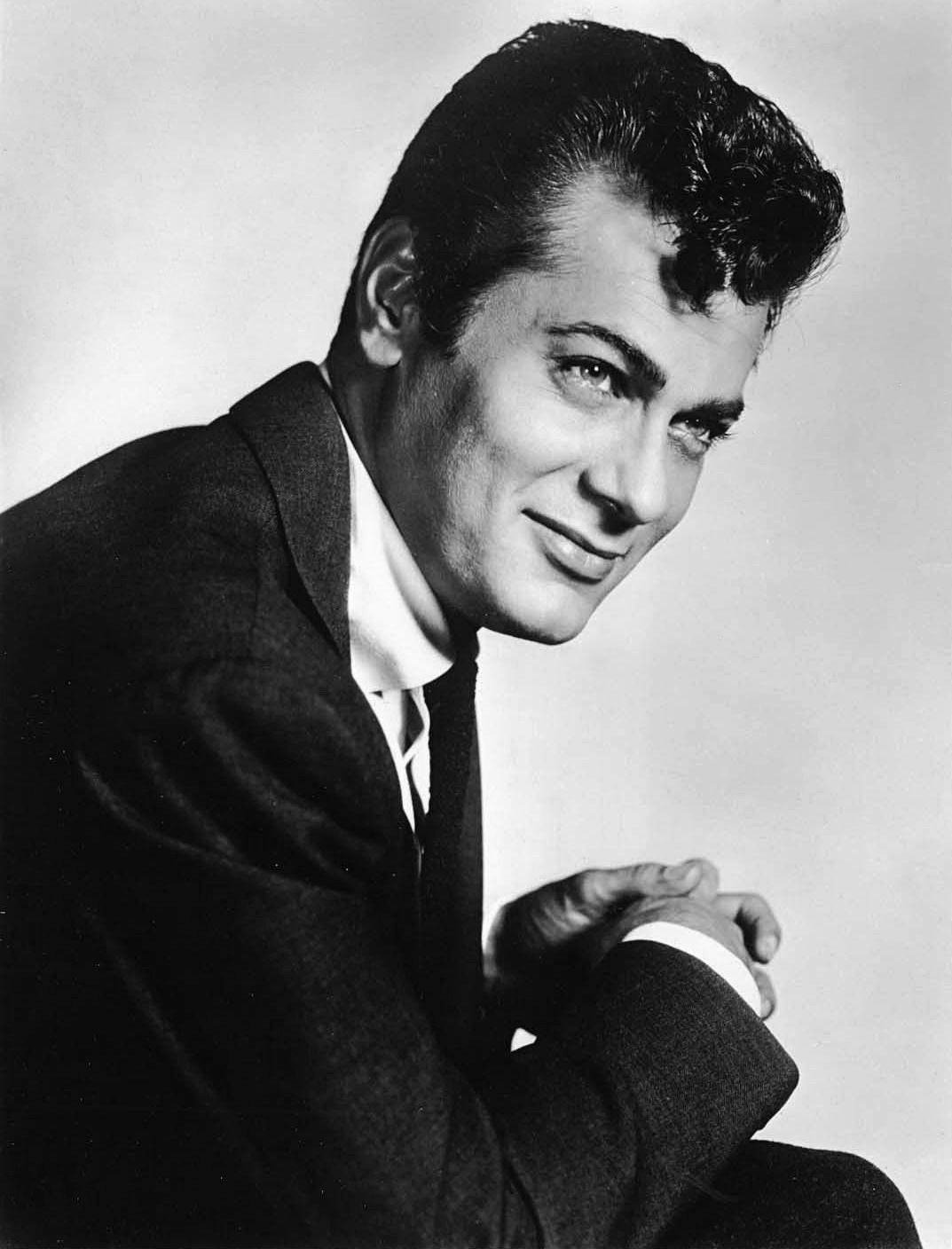
Tony Curtis.

- 1925: Tony Curtis, actor estadounidense (f. 2010).
- 1926: Allen Ginsberg, poeta estadounidense (f. 1997).
- 1926: Flora MacDonald, banquera y política canadiense, 10.ª ministra de Comunicaciones de Canadá (f. 2015).
- 1927: Eliseo Mouriño, futbolista argentino (f. 1961).
- 1927: Boots Randolph, saxofonista y compositor estadounidense (f. 2007).
- 1928: Donald Judd, escultor y pintor estadounidense (f. 1994).
- 1928: John Richard Reid, jugador de críquet neozelandés (f. 2020).
- 1929: Werner Arber, microbiólogo suizo, premio nobel de fisiología o medicina en 1978.
- 1929: Chuck Barris, presentador de concursos y productor estadounidense (f. 2017).
- 1930: Joe Coulombe, fundador de Trader Joe's (f. 2020).
- 1930: George Fernandes, periodista y político indio, ministro de Defensa de la India (f. 2019).
- 1930: Marion Zimmer Bradley, escritora y poetisa estadounidense (f. 1999).
- 1931: Françoise Arnoul, actriz argelino-francesa (f. 2021).

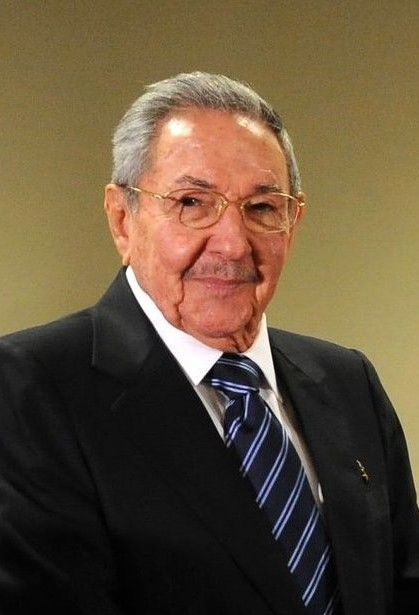
Raúl Castro.

- 1931: Raúl Castro, comandante y político cubano, 18.º presidente entre 2008 y 2018, hermano de Fidel Castro.
- 1931: Isa bin Salman Al Khalifa, rey de Bahrán (f. 1999).
- 1931: Walter Malosetti, guitarrista de jazz y compositor argentino (f. 2013).
- 1931: John Norman, escritor de ciencia ficción y filósofo estadounidense.
- 1931: Lindy Remigino, corredora y entrenadora estadounidense (f. 2018).
- 1933: Roberto Bodegas, cineasta español.
- 1935: Carlos Jiménez Villarejo, jurista español.
- 1935: Imanol Murua, político español (f. 2008).
- 1936: Larry McMurtry, novelista y guionista estadounidense (f. 2021).
- 1936: Enric Gensana, futbolista español (f. 2005).
- 1936: Colin Meads, jugador y entrenador de rugby neozelandés (f. 2017).
- 1937: Jean-Pierre Jaussaud, piloto francés de automovilismo (f. 2021).
- 1939: Steve Dalkowski, beisbolista estadounidense.
- 1939: Ian Hunter, cantautor y guitarrista británico-inglés.
- 1941: Hernando de Soto, economista y político peruano.
- 1942: Curtis Mayfield, cantautor, músico y productor estadounidense (f. 1999).
- 1943: Billy Cunningham, baloncestista y entrenador estadounidense.
- 1944: Edith McGuire, atleta estadounidense.
- 1944: Tony Vilas, actor argentino (f. 2013).
- 1945: Hale Irwin, golfista y arquitecto estadounidense.
- 1945: Bill Paterson, actor británico.
- 1945: Isabel de los Ángeles Ruano, escritora y poeta guatemalteca.
- 1946: Michael Clarke baterista estadounidense (f. 1993), de la banda The Byrds.

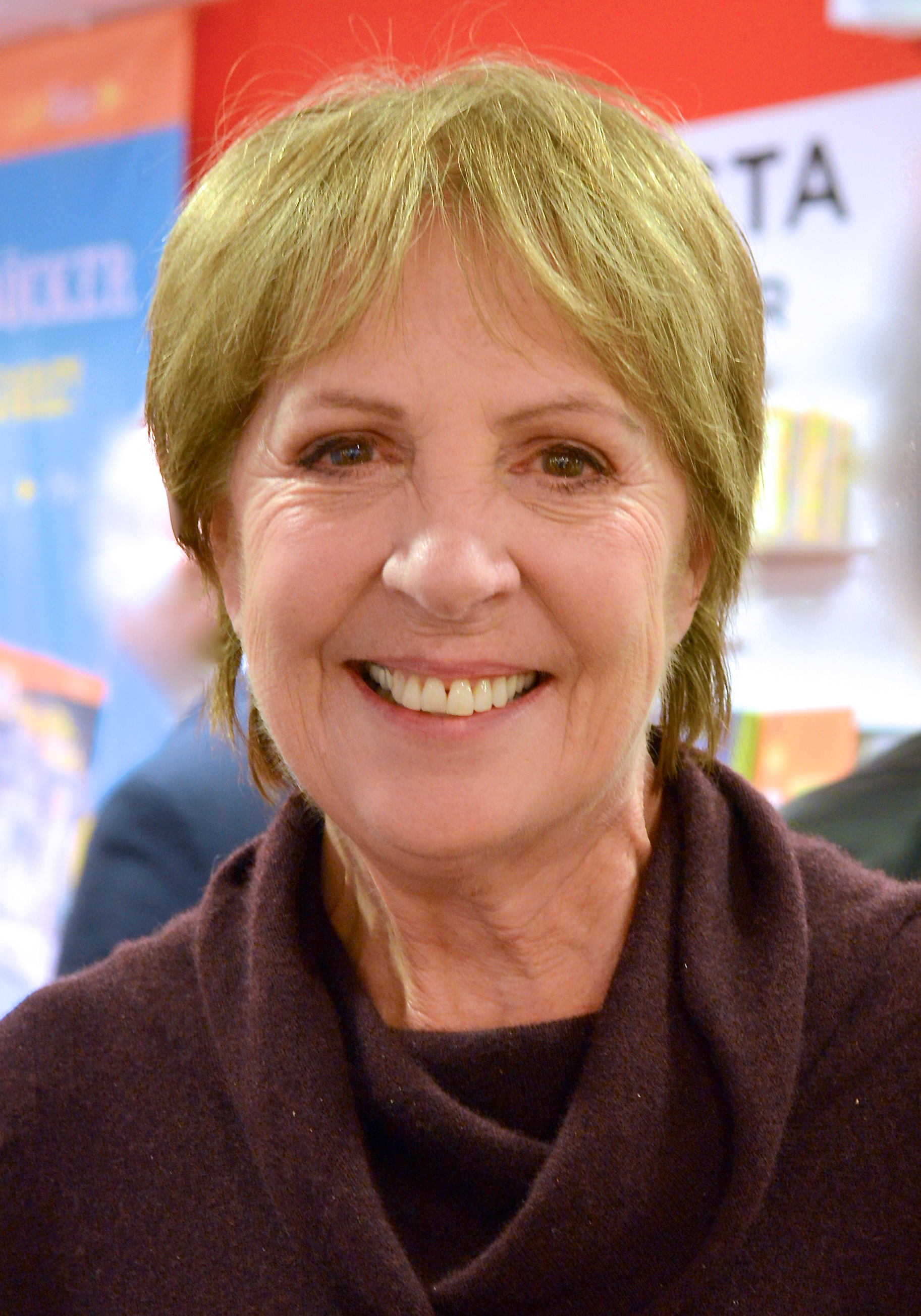
Penélope Wilton

- 1946: Penelope Wilton, actriz británica.
- 1947: Umberto Valverde, fue un escritor, periodista y mitógrafo colombiano. (f. 2024).
- 1947: Mickey Finn, percusionista británico, de la banda T. Rex.
- 1948: Carlos Alberto Franzetti, compositor, pianista y arreglista argentino, ganador de un premio Grammy Latino.
- 1949: Ian Gelder, actor británico (f. 2024).
- 1950: Frédéric François (Francesco Barracato), cantautor italiano expatriado en Bélgica.
- 1950: Melissa Mathison, guionista y productora estadounidense (f. 2015).
- 1950: Suzi Quatro, cantautora, guitarrista y actriz estadounidense expatriada en el Reino Unido.

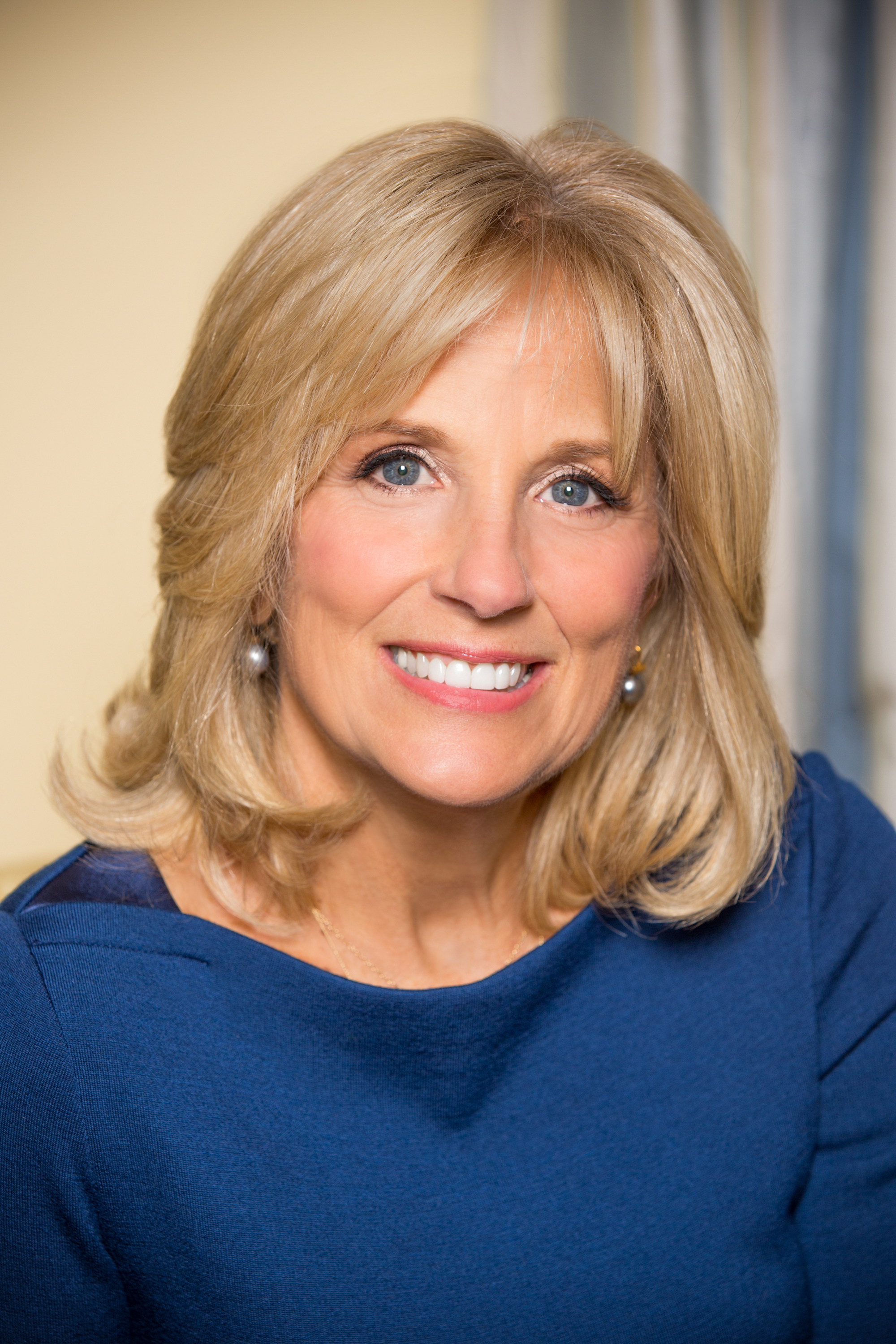
Jill Biden.

- 1951: Jill Biden, educadora estadounidense, «primera dama» (esposa del presidente) como esposa de Joe Biden.
- 1951: Deniece Williams, cantautora estadounidense.
- 1952: Billy Powell, tecladista estadounidense, de la banda Lynyrd Skynyrd.
- 1954: Jiri Georg Dokoupil, pintor vanguardista checoslovaco expatriado en Alemania.
- 1954: Dan Hill, cantautor canadiense.
- 1954: Claudio Hohmann, ingeniero y político chileno.
- 1954: Ángela Irene, cantante folclórica argentina.
- 1957: Oscar Salomón, político paraguayo.
- 1959: Sam Mills, jugador estadounidense de fútbol americano (f. 2005).
- 1959: Noriteru Fukushima, diplomático japonés.
- 1960: Jeff Colyer, político estadounidense, 47.º gobernador de Kansas.
- 1961: Lawrence Lessig, abogado, académico y escritor estadounidense, fundador de Creative Commons.
- 1961: Peter Vidmar, gimnasta estadounidense.
- 1961: Ed Wynne, guitarrista, compositor y productor británico-inglés.
- 1962: Susannah Constantine, diseñadora y consultora de moda, periodista y escritora británico-inglesa.
- 1964: Doro, cantante alemana, de la banda Warlock.
- 1964: Kerry King, guitarrista y compositor estadounidense, de la banda Slayer.
- 1964: James Purefoy, actor británico-inglés.
- 1965: Michael Moore, contable y político británico-escocés, secretario de Estado para Escocia.
- 1966: Wasim Akram, jugador de críquet, entrenador y comentarista deportivo pakistaní.
- 1966: Carlos Añaños, empresario peruano.
- 1967: Anderson Cooper, periodista y escritor estadounidense.
- 1967: Tamás Darnyi, nadador húngaro.
- 1967: Takehiro Ohno, cocinero japonés-argentino.
- 1970: Peter Tägtgren, músico sueco, de la banda Hypocrisy.
- 1971: Luigi Di Biagio, futbolista y técnico italiano.
- 1972: Julie Gayet, actriz francesa.
- 1973: Sargis Sargsian, tenista armenio.
- 1973: Tonmi Lillman, músico estadounidense, de la banda Lordi.
- 1973: Sebastián Teysera, cantante y músico uruguayo, vocalista de la banda de ska y rock La Vela Puerca.
- 1974: Kelly Jones, cantautora y guitarrista británico-galesa, de la banda Stereophonics.
- 1974: Martín Karpan, actor argentino.
- 1975: Russel Hobbs, baterista estadounidense, de la banda Gorillaz.
- 1975: José Molina, beisbolista puertorriqueño.
- 1975: Kim Jong-tae, actor surcoreano.
- 1976: Jamie McMurray, piloto de carreras estadounidense.
- 1977: Cristiano Marques Gomes, futbolista brasileño.
- 1977: Cristiano Marques Gomes, futbolista brasileño.
- 1978: Kamil Čontofalský, futbolista eslovaco.
- 1979: Christian Malcolm, velocista británico-galés.
- 1979: Pierre Poilievre, político canadiense, líder de la oposición.
- 1979: Redimi2, cantante dominicano de rap cristiano.
- 1980: Amauri, futbolista internacional italiano.
- 1980: Tamim bin Hamad Al Thani, Emir de Catar.
- 1982: Yelena Isinbáyeva, saltadora con pértiga y atleta rusa.
- 1982: Manfred Mölgg, esquiador italiano.
- 1982: Marco Oneto, balonmanista chileno.
- 1983: Javiera Mena, cantautora, productora discográfica y músico chilena de electropop.
- 1983: Pasquale Foggia, futbolista italiano.
- 1985: Papiss Cissé, futbolista senegalés.
- 1985: Dan Ewing, actor australiano.
- 1985: Łukasz Piszczek, futbolista polaco.
- 1986: Al Horford, basquetbolista dominicano.
- 1986: Micah Kogo, corredor keniano.
- 1986: Rafael Nadal, tenista español.
- 1986: Tomáš Verner, patinador sobre hielo checo.
- 1986: Woo Ji-hyun, actor surcoreano.
- 1987: Lalaine, actriz y cantante estadounidense.
- 1987: Masami Nagasawa, actriz japonesa.
- 1989: Katie Hoff, nadadora estadounidense.
- 1989: Artem Kravets, futbolista ucraniano.
- 1989: Imogen Poots, actriz y modelo británica.
- 1991: Natasha Dupeyrón, actriz mexicana.
- 1991: Yordano Ventura, beisbolista dominicano (f. 2017).
- 1992: Dilraba Dilmurat, actriz china.
- 1992: Mario Götze, futbolista alemán.
- 1993: Otto Porter Jr., baloncestista estadounidense.
- 1995: Maddison Jaizani, actriz británica.
- 1997: Louis Hofmann, actor alemán.
- 2000: Beabadoobee, cantautor filipino.
- 2001: Jalen Suggs, baloncestista estadounidense.
- 2005: Désiré Doué, futbolista francés.

## Fallecimientos
- 628: Liang Shidu, líder rebelde chino.
- 800: Estauracio (Staurakios), general eunuco bizantino (n. ¿?).
- 1052: Guaimario IV de Salerno, aristócrata («príncipe») italiano (n. 1013).
- 1395: Iván Shishman, emperador búlgaro (n. 1350).
- 1397: William de Montagu, aristócrata («2.º conde de Salisbury»), comandante inglés (n. 1328).
- 1411: Leopoldo IV, aristócrata («duque») austríaco (n. 1371).
- 1453: Loukas Notaras, último megas doux (‘gran duque’) del Imperio bizantino (n. 1402).
- 1511: Ahmad ibn Abi Yumu’a, erudito islámico argelino, autor de la fatwa de Orán (n. c. 1450).
- 1523: Joanot Colom, sombrerero y guerrillero español, líder de la germanía de Mallorca, degollado (n. 1500).
- 1548: Juan de Zumárraga, religioso franciscano español, primer arzobispo de México (n. 1468).
- 1553: Wolf Huber, pintor, grabador y arquitecto austríaco (n. 1485).
- 1568: Andrés de Urdaneta, marino y explorador español (n. 1508).
- 1594: John Aylmer, obispo y erudito inglés (n. 1521).
- 1600: Juan Grande, religioso español canonizado por la Iglesia católica (n. 1546).
- 1605: Jan Zamoyski, aristócrata polaco (n. 1542).
- 1615: Sanada Yukimura, samurái japonés (n. 1567).
- 1640: Theophilus Howard, aristócrata (“2.º conde de Suffolk”), político británico-inglés, lord guardián de las Cinque Ports (n. 1584).
- 1649: Manuel de Faria e Sousa, historiador y poeta portugués (n. 1590).
- 1657: William Harvey, médico y académico británico-inglés (n. 1578).
- 1659: Morgan Llwyd, ministro y poeta británico-galés (n. 1619).
- 1665: Charles Weston, aristócrata (“3.º conde de Portland”) británico-inglés (n. 1639).
- 1780: Thomas Hutchinson, empresario y político estadounidense, gobernador de la provincia de la Bahía de Massachusetts (n. 1711).
- 1817: Clementina de Orleans, aristócrata («princesa») francesa.
- 1826: Nikolay Karamzin, historiador y poeta ruso (n. 1766).
- 1842: José Manuel Mercado, caudillo revolucionario secesionista cruceño en la actual Bolivia (n. 1782)
- 1844: Luis Antonio de Francia (Luis XIX), hijo de Carlos X de Francia (n. 1775).
- 1858: Julius Reubke, compositor, pianista y organista alemán (n. 1834).
- 1861: Stephen A. Douglas, abogado y político estadounidense, 7.º secretario de Estado de Illinois (n. 1813).
- 1861: Melchor Ocampo, abogado, científico y político mexicano (n. 1814).
- 1865: Okada Izō, samurái japonés (n. 1838).
- 1873: Calfucurá, cacique mapuche argentino (n. 1780).
- 1875: Georges Bizet, pianista y compositor francés (n. 1838).
- 1877: Elizabeth F. Ellet, escritora, historiadora y poetisa estadounidense (n. 1818).
- 1877: Ludwig Ritter von Köchel, botánico, compositor y editor austríaco (n. 1800).
- 1882: Christian Wilberg, pintor e ilustrador alemán (n. 1839).
- 1894: Karl Eduard Zachariae von Lingenthal, abogado y jurista alemán (n. 1812).
- 1899: Johann Strauss II, compositor y educador austríaco (n. 1825).
- 1900: Mary Kingsley, exploradora y escritora británico-inglesa (n. 1862).
- 1902: Vital-Justin Grandin, obispo y misionero francocanadiense (n. 1829).
- 1906: John Maxwell, golfista estadounidense (n. 1871).
- 1921: Coenraad Hiebendaal, remero y médico neerlandés (n. 1879).
- 1923: Federico Villarreal, matemático, físico, ingeniero y políglota peruano (n. 1850).
- 1924: Franz Kafka, abogado y escritor checo-austríaco (n. 1883).
- 1925: Camille Flammarión, astrónomo francés (n. 1842).
- 1928: Li Yuanhong, general y político chino, 2.º presidente de la República de China (n. 1864).
- 1933: William Muldoon, luchador estadounidense (n. 1852).
- 1937: Emilio Mola, militar español (n. 1887).
- 1938: Tulio Febres Cordero escritor, historiador, profesor universitario y periodista venezolano (n. 1860).
- 1938: John Flanagan, lanzador de martillo y competidor de tira y afloja irlandés-estadounidense (n. 1873).
- 1938: Eduard-Alfred Martel, espeleólogo francés, padre de la espeleología moderna (n. 1859).
- 1946: Mijaíl Kalinin, funcionario y político soviético-ruso (n. 1875).
- 1947: Julio C. Tello, arqueólogo peruano (n. 1880).
- 1953: Nâzım Hikmet, poeta y dramaturgo turco (n. 1901).
- 1963: Edmond Decottignies, levantador de pesas francés (n. 1893).
- 1963: Juan XXIII (Ángelo Giuseppe Roncalli), papa italiano entre 1958 y 1963 (n. 1881), reunió el Concilio Vaticano II.
- 1963: Nâzım Hikmet, poeta, escritor y dramaturgo turco (n. 1902).
- 1963: Samuel Rocke, político australiano que ejerció como miembro independiente de la Asamblea Legislativa de Australia Occidental (n. 1874).
- 1964: Kâzım Orbay, general y político turco, 9.º presidente del Parlamento turco (n. 1887).
- 1964: Frans Eemil Sillanpää, escritor y académico finlandés, premio nobel de literatura en 1939 (n. 1888).
- 1965: Max Volmer, químico alemán (n. 1885).
- 1969: George Edwin Cooke, futbolista estadounidense (n. 1883).
- 1970: Hjalmar Schacht, economista, banquero y político danés-alemán (n. 1877).
- 1971: Heinz Hopf, matemático y académico alemán-suizo (n. 1894).
- 1971: Miguel Maura, político español (n. 1887).
- 1973: Jean Batmale, futbolista y entrenador francés (n. 1895).
- 1974: Michael Gaughan, republicano irlandés, muere en huelga de hambre (n. 1949).
- 1975: Hermann Busch, violonchelista alemán (n. 1897).
- 1975: Eisaku Satō, político japonés, primer ministro de Japón, premio nobel de la paz en 1974 (n. 1901).
- 1975: Ozzie Nelson, actor, director de orquesta y músico estadounidense (n. 1906).
- 1977: Archibald Hill, fisiólogo y político británico-inglés, premio nobel de medicina en 1922 (n. 1886).
- 1977: Roberto Rossellini, cineasta y guionista italiano (n. 1906).
- 1979: Arno Schmidt, escritor y traductor alemán (n. 1914).
- 1981: Carleton S. Coon, antropólogo y académico estadounidense (n. 1904).
- 1986: Anna Neagle, actriz y cantante británico-inglesa (n. 1904).
- 1987: Will Sampson, actor y pintor estadounidense (n. 1933).
- 1989: Ruhollah Jomeini, líder religioso y político iraní, 1.º líder supremo de Irán entre 1979 y 1989 (n. 1902).
- 1990: Robert Noyce, físico, ingeniero electrónico y empresario estadounidense, cofundó la Corporación Intel (n. 1927).
- 1991: Brian Bevan, jugador de la liga australiana de rugby (n. 1924).
- 1991: Katia Krafft, vulcanóloga y geóloga francesa (n. 1942).
- 1991: Maurice Krafft, vulcanólogo y geólogo francés (n. 1946).
- 1991: Eva Le Gallienne, actriz estadounidense (n. 1899).
- 1991: Lê Văn Thiêm, matemático y académico vietnamita (n. 1918).
- 1992: Robert Morley, actor y guionista británico-inglés (n. 1908).
- 1993: Agustín López Zavala, actor de doblaje mexicano (n. 1937).
- 1993: Yeoh Ghim Seng, político singapurense, presidente en funciones de Singapur (n. 1918).
- 1994: Puig Aubert, jugador y entrenador de rugby germano-francés (n. 1925).
- 1994: Clara Passafari, etnóloga, antropóloga, escritora y poetisa argentina (n. 1930).
- 1995: John Presper Eckert, ingeniero estadounidense, uno de los creadores de la computadora ENIAC (n. 1919).
- 1995: Joaquín Prat, presentador de televisión y periodista español (n. 1927).
- 1997: Susana Guízar, actriz mexicana (n. 1922).
- 1997: Dennis James, actor y presentador de concursos estadounidense (n. 1917).
- 2000: Merton Miller, economista estadounidense, premio en Ciencias Económicas en memoria de Alfred Nobel en 1990 (n. 1923).
- 2001: Anthony Quinn, actor y productor mexicano expatriado en Estados Unidos (n. 1915).
- 2002: Lew Wasserman, agente y directivo de talentos estadounidense (n. 1913).
- 2003: Felix de Weldon, escultor austríaco-estadounidense, diseñó el Marine Corps War Memorial (n. 1907).
- 2004: Quorthon músico sueco, vocalista de la banda Bathory (n. 1966).
- 2004: Frances Roche, esposa de John Spencer, VIII conde de Spencer, madre de Diana de Gales
- 2005: Leon Askin, actor austríaco (n. 1907).
- 2005: Harold Cardinal, abogado y político canadiense (n. 1945).
- 2005: Jon Idigoras, político español, fundador de Herri Batasuna (n. 1936).
- 2006: Clinton Jones, sacerdote episcopal estadounidense y activista por los derechos de los homosexuales (n. 1916).
- 2007: Santiago Stevenson, cantante y compositor panameño (n. 1928).
- 2009: David Carradine, actor estadounidense (n. 1936).
- 2009: Koko Taylor, cantante estadounidense (n. 1928).
- 2010: Rue McClanahan, actriz estadounidense (n. 1934).
- 2011: James Arness, actor y productor estadounidense (n. 1923).
- 2011: Esther Forero, cantante colombiana (n. 1919).
- 2011: Andrew Gold, cantante, compositor, músico y arreglista estadounidense (n. 1951).
- 2011: John Henry Johnson, jugador estadounidense de fútbol americano (n. 1929).
- 2011: Jack Kevorkian, patólogo, escritor y activista estadounidense (n. 1928), defensor del suicidio asistido.[5]
- 2011: Bhajan Lal, político indio, 6.º ministro principal de Haryana (n. 1930).
- 2011: Jan van Roessel, futbolista neerlandés (n. 1925).
- 2012: Carol Ann Abrams, productora, escritora y académica estadounidense (n. 1942).
- 2012: Roy Salvadori, piloto de automovilismo y directivo británico-inglés (n. 1922).
- 2012: Brian Talboys, periodista y político neozelandés, 7.º vice primer ministro de Nueva Zelanda (n. 1921).
- 2013: Atul Chitnis, tecnólogo y periodista germano-indio (n. 1962).
- 2013: Józef Czyrek, economista y político polaco, ministro de Asuntos Exteriores polaco (n. 1928).
- 2013: Frank Lautenberg, militar y político estadounidense (n. 1924).
- 2013: Enrique Lizalde, actor mexicano (n. 1937).
- 2014: Virginia Luque, actriz y cantante argentina (n. 1927).
- 2014: Svyatoslav Belza, periodista, escritor y crítico ruso (n. 1942).
- 2014: Gopinath Munde, político indio, 3.º viceministro principal de Maharashtra (n. 1949).
- 2015: Avi Beker, politólogo y académico israelí (n. 1951).
- 2015: Ricardo Morán, actor argentino (n. 1941).
- 2016: Muhammad Ali (Cassius Clay), boxeador estadounidense (n. 1942).
- 2016: Luis Salom, motociclista español (n. 1991).
- 2017: David Delfín, diseñador español (n. 1970).
- 2017: Ignacio Echeverría, empleado de banca, llamado "héroe del monopatín" (n. 1978)
- 2018: Miguel Obando, cardenal nicaragüense (n. 1926).
- 2018: Frank Carlucci, político estadounidense (n. 1930).
- 2020: Héctor Ortega, actor, cineasta y guionista mexicano (n. 1939).
- 2021: F. Lee Bailey, abogado estadounidense (n. 1933).
- 2023: Jim Hines, atleta estadounidense (n. 1946).
- 2023: Mario Sábato, cineasta argentino (n. 1945).
- 2024: Jürgen Moltmann, teólogo alemán (n. 1926).

## Celebraciones
- Día Mundial de la Bicicleta.[6]
Fue proclamado por la Asamblea General de las Naciones Unidas en 2018 para destacar los beneficios de la bicicleta como un medio de transporte sostenible, saludable y accesible.

- Día Internacional del Sommelier.[7]

- Día Internacional de la Sidra.
Cada 3 de junio se celebra para rendir homenaje a esta bebida ancestral elaborada a partir de manzanas. Su origen se encuentra en regiones como Asturias, Normandía y el suroeste de Inglaterra, donde la sidra ha sido parte de la tradición durante siglos. La celebración marca el inicio de la temporada de sidra en el hemisferio norte.

Salud
- Día Mundial del Pie Bot.
También conocido como Día Mundial del Pie Equino Varo o Pie Zambo.
Esta fecha fue elegida en conmemoración al nacimiento del Dr. Ignacio Ponseti, ortopedista español que desarrolló el método para tratar esta condición. El objetivo de esta celebración es concientizar sobre esta deformidad congénita y promover la importancia de su detección temprana y tratamiento adecuado.

Por países
(Por orden alfabético)
- Argentina: 
  - Día del Soldado Argentino.[8]
  - Día del Inmigrante Italiano.[7]
La fecha fue elegida también en homenaje al General Manuel Belgrano, hijo de genoveses y día de su nacimiento en Buenos Aires (Boletín Oficial de la República Argentina Ley 24.561/1995).
  - Día del Aprendiz.[7]

- Australia:
  - Australia Occidental: 
    - Día de Australia Occidental.

- Cuba:
  - Día de la Enfermería Cubana.[9]

- Estados Unidos:
  -  Kentucky y  Tennessee:
    - Día Conmemorativo Confederado.[10]
Es una celebración en varios estados del sur de los Estados Unidos dedicada a la memoria de los soldados y civiles asociados con los Estados Confederados de América durante la Guerra Civil de 1861-1865.
(en inglés: Confederate Memorial Day).

  - Día de Concientización sobre los Repelentes de Insectos.[11]

- República de China (Taiwán):
  - Día del Movimiento para la Supresión del Opio.
Conmemora la quema de opio en la primera guerra del Opio de 1839.
(en inglés: Opium Suppression Movement Day).
(en chino: 禁菸節).

### Santoral católico

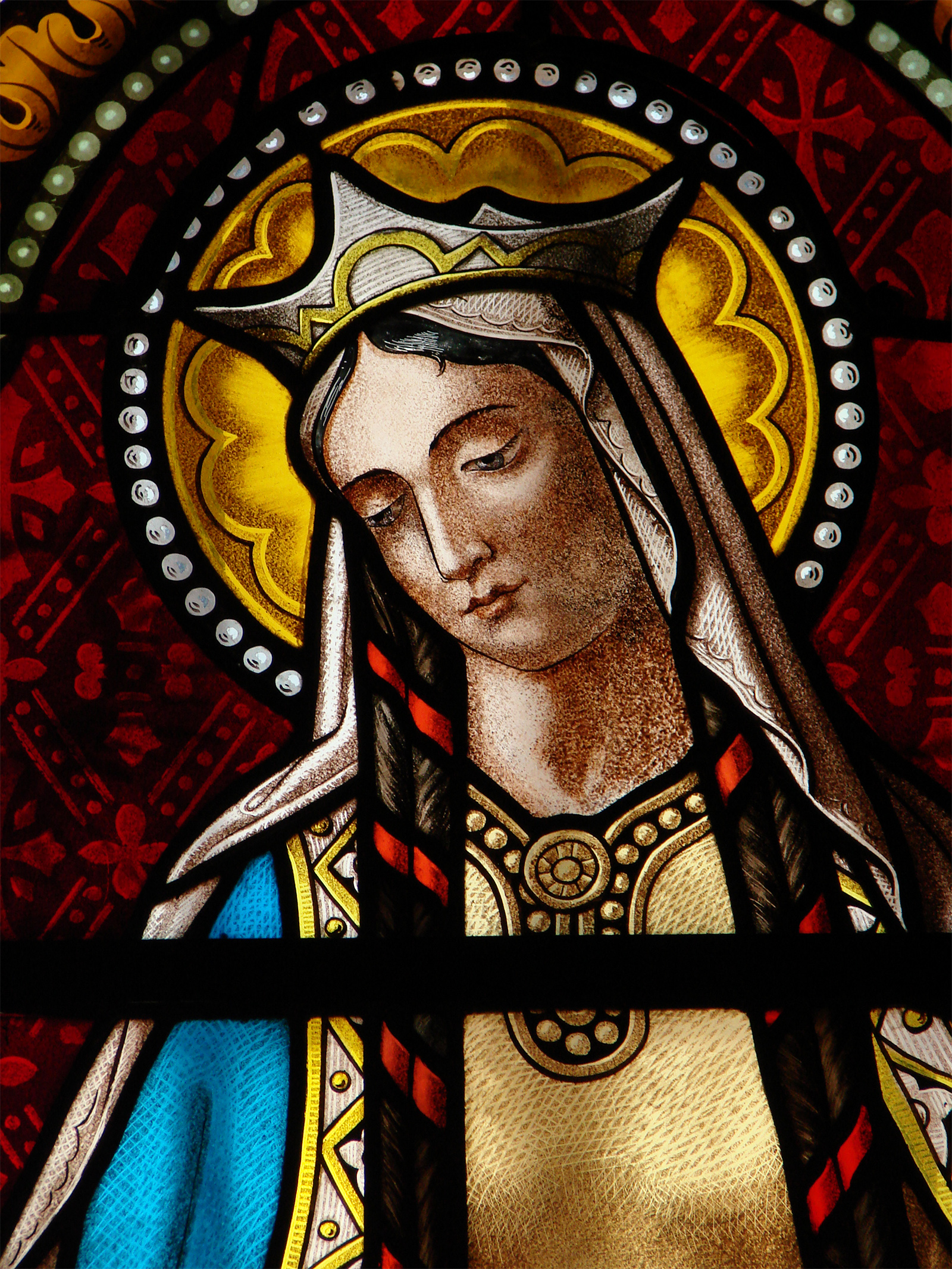
Vitral neogótico de Santa Clotilde, en la Iglesia de San Martín de Florac (Francia).

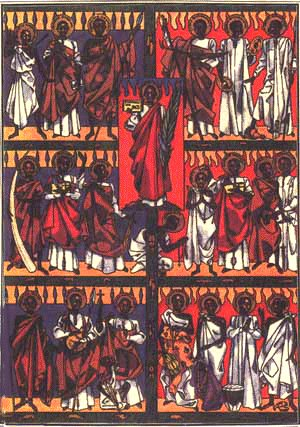
Mártires de Uganda

- Santa Clotilde (475-545), aristócrata francesa (imagen ilustrativa), esposa del rey Clodoveo I, rey de los francos.
- San Lifardo (496-570), abad, obispo y ermitaño francés.
- San Kevin de Glendalough (498-618), abad irlandés[12]
- San Genesio de Clermont (590-650), obispo francés.
- Santa Oliva de Agnani (siglo VII), aristócrata italiana que vivió toda la vida como monja en un monasterio.
- San Isaac de Córdoba (f. 851), monje hispano, uno de los 48 mártires de Córdoba.
- San Davino (1005-1050), peregrino armenio expatriado en la península italiana.
- San Adán de Guglionesi (990-1060), abad benedictino italiano.
- San Morando (1050-1115), religioso suizo que fundó un monasterio.
- San Cono de Teggiano (1190-1210), religioso benedictino italiano.
- San Juan Grande Román (1546-1600), religioso sevillano.
- San San Carlos Luanga (1860-1886), mártir ugandés canonizado en 1964.
- San Kizito (1872-1886), mártir ugandés canonizado en 1964.
- San Juan XXIII (Ángelo Giuseppe Roncalli, 1881-1963), religioso italiano, 261.º papa.
- San Ovidio (obispo), obispo siciliano mencionado por primera vez en el siglo XVI.
- Beato Andrés Caccioli (1194-1254), sacerdote italiano, discípulo de san Francisco de Asís (1182-1226); fue el primer párroco en convertirse en monje franciscano.

Por países
(Por orden alfabético)
- Uganda:
  - Día de los Mártires de Uganda. (imagen ilustrativa).
Son un grupo de mártires cristianos (23 anglicanos y 22 católicos) del reino histórico de Buganda, ahora parte de Uganda, que fueron ejecutados entre 31 de enero de 1885 y el 27 de enero de 1887 por orden del kabaka Mwanga II en el contexto del reparto de África.